# Acrophylla alta
Acrophylla alta es un insecto de grandes dimensiones de la familia Phasmatidae conocida como la Acrophylla de las Tierras altas en Australia.

## Descripción
Es hasta ahora el insecto con mayor envergadura conocido en la naturaleza, con un peso promedio de 44 g, de 40 cm de longitud y se les asocia con los llamados insectos palo.  
Hasta ahora, los pocos especímenes recolectados pertenecen a hembras, no se conocen los machos de esta especie. El epíteto de la especie alta se refiere a la gran altura geográfica en la que se sabe que se encuentra esta especie, superior a los 900 m sobre el nivel del mar.  Los individuos de esta especie ocupan las copas de árboles muy altos de 30 a 60 m de altura, lo que hace muy evasivo su avistamiento y estudio.

## Distribución y habitat
Los insectos Acrophylia alta hasta ahora se han hallado entre Millaa Millaa y Mount Hypipamee, en las Tierras altas de Australia, su habitat son árboles de más de 60 m de altura.